# Révész Kálmán (egyháztörténész)
Révész Kálmán (Debrecen, 1860. augusztus 11. – Miskolc, 1931. december 4.) református esperes-lelkész, a Tiszáninneni református egyházkerület püspöke 1918-tól haláláig, felsőházi tag, egyháztörténész.

## Életútja
Révész Imre református lelkész, MTA-tag és Vecsey Johanna fia, Révész Imre egyháztörténész apja. Tanulmányait 1883-ban szülővárosában végezte. Ezután egy évig gimnázium segédtanár, egyig főiskolai senior volt, majd külföldre ment, s az 1885-86. tanévben a berlini egyetemen gyarapította ismereteit. 
1886-ban pápai teológiai tanár, 1892-ben kassai lelkész lett, s mint ilyent az abaúji egyházmegye 1893-ban tanácsbíróvá, 1898-ben elején esperessé, a tiszáninneni egyházkerület 1896-ban konventi taggá választotta. 1904-ben és 1917-ben zsinati rendes tag lett, 1910-től pedig konventi rendes tag. 
1911 és 1914 között a sárospataki kollégium gondnoka volt. 1918 végén választották püspökké. 
1920-tól Miskolcon szolgált mint lelkész. A debreceni egyetemnek 1917-ben lett teológiai díszdoktora. Tagja volt a Magyar Protestáns Irodalmi Társaság választmányának, az egyetemes tanügyi bizottságnak és a budapesti zsinatnak. Választmányi tagja volt sokáig a Magyar Történelmi Társulatnak is.
Kiadta apjának, Révész Imrének a munkáit a pátens korából: Budapest, 1900. (M. Prot. Irodalmi Társ. Kiadványai 10.) és egyházi beszédeit öt kötetben.
Szerkesztette a debreceni református hittanhallgatók Közlönyének XIII. évfolyamát 1882-83-ban és a Dunántúli Protestáns Lapot (1890-1892) Pápán.
Jegyei: R. K. és -z -n.

## Munkái
- A reformatio hatása hazánkra. Debreczen, 1884. (Különnyomat)
- A lengyel dissidens kánonok története s befolyása a budai zsinat törvényhozására. Pápa, 1887.
- Az új védtörvény és utasítás lelkészeket, papnövendékeket, tanítókat és tanítójelölteket illető szakaszai. Egybegyűjté és magyarázatokkal ellátta. Budapest, 1889.
- Unitárius történetírás. Pápa, 1891.
- Emlékkönyv a budai és pesti zsinatok százados évfordulójára. Mindkét zsinat tagjainak teljes névsorával és arczképekkel. Bpest, 1891.
- Beköszöntő egyházi beszéd. Kassa, 1893.
- Százéves küzdelem a kassai református egyház megalakulásáért. 1550-1650. Bpest, 1894. (Magyar Prot. Irodalmi Társulat Kiadványai 5.)
- A kassai ref. egyház által fennállása 250-ik évfordulóján 1894. márczius 25. tartott örömünnepély emlékkönyve. Kassa, 1894. (Szerkesztette. R-től Imádság és egyházi beszéd).
- Az unitárius történetírás legújabb remeke. Debreczen, 1895.
- A kassai ref. egyház emlékkönyve hazánk fennállásának ezredik évéről. Kassa, 1896. Pál.)
- Emlékkönyv az első püspöki egyházlátogatás évszázados fordulóján a kassai ref. egyházban tartott ünnepélyről. Kassa, 1899.
- Alvinczi és a kassai vértanúk. Budapest, 1899.
- A magyar reformáczió kezdetéről. uo., 1902.
- Alkalmi egyházi beszéd a kassai Rákóczi-kiállítás megnyitásakor. Kassa, 1903.
- Egyházi beszéd 1906. márcz. 18. Kassa, 1906.
- A kassai ref. főiskola. Sz. 1908.
- A kassai ref. templomok rövid története. Sárospatak, 1911.
- Egy hitvalló prédikátor (Czeglédi István születésének 300-ados évfordulóján „Két kassai jubilaeum” c. füzetben). Kassa, 1918.